# Pavlík Morozov
Pavlík Morozov, vlastním jménem Pavel Trofimovič Morozov, (rusky Павел Трофимович Морозов, 14. listopadu 1918 Gerasimovka, Rusko – 3. září 1932 Gerasimovka, Sovětský svaz) byl ruský chlapec, z nějž sovětská propaganda vytvořila prototyp prosovětského hrdiny a mučedníka.

## Pavlík Morozov v propagandě
Podle podání sovětské propagandy Pavlík Morozov udal svého otce úřadům jako kulaka. Jeho otec byl pak poslán do Gulagu a Pavlík Morozov byl brutálně zavražděn vesničany.
Pavlík Morozov pocházel z chudé rodiny, žijící v nynější Sverdlovské oblasti, a byl předsedou základní organizace Mladých pionýrů ve vesnické škole. Byl komunistickou propagandou vykreslován jako fanatický stoupenec kolektivizace. Jeho otec byl oblíbeným předsedou místního sovětu a odpůrcem násilného združstevňování. Pavlík ho udal bezpečnostním úřadům a před soudem vypovídal o tom, že jeho otec falšoval dokumenty a podporoval kulaky. Rovněž obvinil své sousedy, že skrývali vypěstované obilí a neplnili státní dodávky v patřičné výši.
Případ Pavlíka Morozova byl symbolem protikladu křesťanské („Cti otce svého a matku svou“) a stalinské komunistické morálky („Buď bdělý a ostražitý“). Po celé období komunismu byl oficiálně dáván za vzor sovětským dětem i dětem v ostatních komunistických satelitech Sovětského svazu, jeho životopis od Vitalije Gubareva patřil mezi nepominutelnou školní četbu. Dle jeho vzoru jej v Československu následoval Tomáš Frejka, který žádal pro svého otce Ludvíka Frejku v Rudém právu dne 25. listopadu 1952 trest smrti.

## Jiné verze, realita

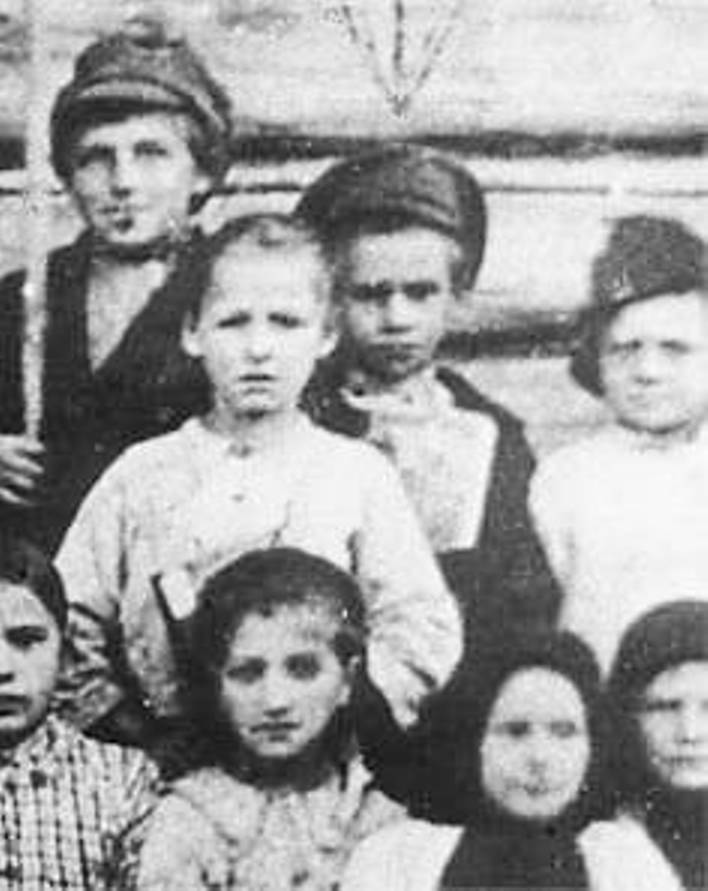
Skutečný Pavlík Morozov (v čepici uprostřed nahoře) se spolužáky v roce 1930

Za Gorbačova byly údajně odtajněny spisy, které odhalují skutečný příběh, podle nějž Pavlíkův dědeček ukrýval v lese saně, které mu chtěl sovchoz zabavit, a Pavlík tento úkryt hlídal. Saně však chtěl ukrást též kdosi jiný, kdo hlídajícího Pavlíka zabil. Pavlík byl údajně slabomyslný.
Jurij Družnikov, který byl průkopníkem v boření sovětského mýtu, přišel s tezí, že Pavlíka nezabili rozhořčení vesničané ani zloději, ale zabiják sovětské tajné policie OGPU Spiridon Kartašov (ve spolupráci s Pavlíkovým nevlastním bratrem Ivanem Potupčíkem, kandidátem bolševické strany) na pokyn šéfa OGPU a pravděpodobně se Stalinovým vědomím. Jiní publicisté a historici (např. Vladimír Bušin v listu Zavtra či britská historička Catriona Kelly v díle Comrade Pavlik: the rise and fall of a Soviet boy hero, Granta, 2005) této teorii oponovali.